# Волошка донецька
Воло́шка доне́цька (Centaurea donetzica) — реліктова дворічна рослина родини айстрових. Вузький ендемік басейну Сіверського Дінця, занесений до Червоної книги України та Європейського Червоного списку. Перспективна декоративна рослина.

## Опис
Трав'яниста рослина 30—50 см заввишки, гемікриптофіт. Корінь стрижневий. Стебло від середини розгалужене, разом з листками павутинисте, вгорі по ребрах гострошорстке від спрямованих вгору щетинок. Прикореневі та нижні стеблові листки пірчасторозсічені, нижні — двічіпірчасторозсічені на вузьколінійні сегменти 1—2 мм завширшки, шорсткуваті, по краю гострошорсткі; верхні стеблові листки сидячі, цілокраї, лінійні, з білоплівчастими кінчиками.
Суцвіття — поодинокі верхівкові кошики. Листочки їх обгортки яйцеподібні або заокруглені, 12—15 мм завдовжки, шкірясті, блідо-зелені або жовтуваті. Вони мають опуклі придатки, які вкривають їх не повністю, придатки при основі з червонувато-буруватою плямою, з прозорою облямівкою слюдяного відтінку. Квітки 5-членні, зрослопелюсткові, рожеві, різнорідні: крайові квітки у суцвітті безплідні, з косоворонкоподібним віночком 20—22 мм завдовжки, центральні — двостатеві, трубчасті. Плід — бурувато-сіра сім'янка 4—5 мм завдовжки, з рудувато-білим чубчиком, який за довжиною дорівнює сім'янці.

## Екологія
Рослина помірно морозостійка, посухостійка і світлолюбна, хоча витримує незначне затінення. Надає перевагу помірно сухим та бідним ґрунтам. Зростає на піщаних прирічкових терасах, вкритих трав'яною рослинністю. Хоча цей вид належить до флористичного комплексу причорноморського піщаного степу, у південних борах він приурочений до їх узлісь та галявин. Часто трапляється в піонерських угрупованнях.
Розмножується виключно насінням. Квітне у червні-серпні, запилюється комахами. Плодоносить у липні-вересні. Насіння розповсюджується вітром, а також шляхом саморозкидання при розгойдуванні пагонів (автохорія). У природі відмічені коливання чисельності популяцій по рокам.

## Поширення
Волошка донецька є Пліоценовим реліктом з надзвичайно вузьким ареалом, що охоплює лише середню течію Сіверського Донця в межах Харківської, Луганської, Донецької областей України. Більшість популяцій зосереджена на лівому березі Сіверського Дінця від гирла Оскола до гирла Деркула.
За межами основного ареалу поодинокі популяції зареєстровані у Ростовській області Росії, а саме на околицях станиці Митякінськой поблизу кордону з Україною.

## Значення і статус виду
Популяції волошки донецької нечисленні та мають тенденцію до скорочення внаслідок незадовільного природного відтворення й антропогенного навантаження. Скороченню чисельності сприяє як реліктовий стан цієї рослини, так і безпосереднє винищення заради букетів, під час забудови ділянок навколо річищ, випасання худоби, весняних палів.
В Росії волошка донецька занесена до Червоної книги Ростовської області. В Україні окрім занесення до Червоної книги безпосередньо охороняється лише в Національному природному парку «Святі гори». Цих заходів охорони недостатньо. Для збільшення чисельності виду необхідно виявити усі місця зростання, надати їм статус заказників, забезпечити штучне відтворення у культурі.
Наразі волошка донецька не має господарського значення, проте її можна розглядати як перспективну декоративну рослину — невибагливу і красиву водночас.

## Синоніми
- Centaurea margaritacea Ten. subsp. donetzica (Klokov) Dostál